# Аяччо-3
Ая́ччо-3 (фр. Ajaccio-3, корс. Aiacciu-3) — один из 11 кантонов департамента Южная Корсика, региона Корсика, Франция. INSEE код кантона — 2A03. Кантон полностью находится в округе Аяччо. В кантон входит часть коммуны Аяччо.

## История
Кантон Аяччо-3 (Сантр-Виль-Нор) был создан по декрету от 18 августа 1973 года. В кантон входила часть коммуны Аяччо.
По закону от 17 мая 2013 и декрету от 14 февраля 2014 года количество кантонов в департаменте Южная Корсика уменьшилось с 22 до 11. Новое территориальное деление департаментов на кантоны вступило в силу во время выборов 2015 года. Таким образом, часть коммуны Аяччо, принадлежащая кантону Аяччо-3, была переопределена 22 марта 2015 года.

## Население
В таблице приведена динамика численности населения по 2012 год. В 2015 году территория кантона была изменена, а население соответственно возросло до 16 253 человек (население во время переписи 2012 года на территории, определённой в 2015 году).
| 1990 | 1999 | 2006 | 2008 | 2011 | 2012 |
| ---- | ---- | ---- | ---- | ---- | ---- |
| 8534 | 7566 | 8628 | 8902 | 9313 | 9216 |

## Политика
Согласно закону от 17 мая 2013 года избиратели каждого кантона в ходе выборов выбирают двух членов генерального совета департамента разного пола. Они избираются на 6 лет большинством голосов по результату одного или двух туров выборов.
В первом туре кантональных выборов 22 марта 2015 года в Аяччо-3 баллотировались 3 пары кандидатов. С поддержкой 62,11 % Пьер Ко и Изабель Феличаджи были избраны на 2015—2021 годы. Явка на выборы составила 47,67 %.
| Мандат | Мандат | Кандидаты                   |                | Партия                    | Первый тур | Первый тур |
| Мандат | Мандат | Кандидаты                   | Кол-во голосов | Партия                    | % голосов  |            |
| ------ | ------ | --------------------------- | -------------- | ------------------------- | ---------- | ---------- |
| 2015   | 2021   | Пьер Ко и Изабель Феличаджи |                | Союз за народное движение | 2265       | 62,11      |
| 2015   | 2021   | Гислен Батт и Филип Эллюль  |                | Национальный фронт        | 772        | 21,17      |
| 2015   | 2021   | Кристель Бутри и Давид Фро  |                | Левая партия              | 610        | 16,73      |